# 마리아 브라냐스 모레라
마리아 브라냐스 모레라(Maria Branyas Morera, 1907년 3월 4일~2024년 8월 19일)는 스페인의 여성이다. 2023년 1월 17일 뤼실 랑동의 사망 이후 공식적으로 남녀를 통틀어 생존 중인 인물 중 공식 최고령자였고, 2024년에 117세 생일을 맞이하였으며, 같은 해 8월 19일 사망하였다.

## 가족
- 배우자: 조안 모레트(1906년 출생~1976년 사망)
- 자녀: 3명
  - 아우구스트 모레트 브라냐스(1932년 7월 6일 출생~2019년 6월 14일 사망)
  - 마리아 테레사 모레트 브라냐스(1933년 10월 25일~)
  - 마리아 로사 모레트 브라냐스(1944년 출생~)
- 형제자매: 동생 윌리엄 알렉산더 브라냐스(1913년 8월 12일 ~ 2005년 4월 18일)

| 이전 뤼실 랑동 | 세계최고령자 2023년 1월 17일~2024년 8월 19일 | 이후 이토오카 토미코 |

| 이전 호세파 산토스 곤잘레스 | 스페인 최고령자 2019년 12월 22일~2024년 8월 19일 | 이후 실베리아 마틴 디아즈 |

| 이전 뤼실 랑동 | 유럽최고령자 2023년 1월 17일~2024년 8월 19일 | 이후 에델 카터럼 |

## 같이 보기
- 슈퍼센티네리언
- 최장수인